# Silk Way West Airlines
Silk Way West Airlines ist eine aserbaidschanische Frachtfluggesellschaft mit Sitz in Baku und Basis auf dem Flughafen Baku. Sie ist eine Tochtergesellschaft der Silk Way Airlines.

Ehemaliges Logo der Silk Way West Airlines

## Flugziele
Silk Way West Airlines bietet von Baku aus Frachtflüge nach Europa, Asien und Nordamerika an.

## Flotte
Mit Stand Februar 2024 besteht die Flotte der Silk Way West Airlines aus 14 Frachtflugzeugen mit einem Durchschnittsalter von 14,3 Jahren:
| Flugzeugtyp     | Anzahl | bestellt | Anmerkungen  | Kapazität in t | Durchschnittsalter (Februar 2024) |
| --------------- | ------ | -------- | ------------ | -------------- | --------------------------------- |
| Boeing 747-400F | 07     |          |              | 120            | 22,4 Jahre                        |
| Boeing 747-8F   | 05     |          | eine inaktiv | 135            | 8,6 Jahre                         |
| Boeing 777F     | 02     |          |              | 102            | 0,4 Jahre                         |
| Airbus A350F    |        | 2        |              | 109            |                                   |
| Gesamt          | 14     | 2        |              |                | 14,3 Jahre                        |